# Мютцель, Густав
Густав Людвиг Генрих Мютцель (нем. Gustav Ludwig Heinrich Mützel; 7 декабря 1839, Берлин — 29 октября 1893, Берлин) — немецкий художник, известный своими картинами и рисунками млекопитающих и птиц, в том числе иллюстрациями ко второму изданию «Жизни животных» Альфреда Эдмунда Брема и «Королевской естественной истории» (англ. The Royal Natural History) Ричарда Лайдеккера.

## Биография
Густав Мютцель — сын художника Генриха Мютцеля и его жены Луизы Полин Фридрихс. Он посещал французскую среднюю школу в своем родном городе. Впоследствии в возрасте 18 лет начал учиться в Академии искусств и был, среди прочих, учеником художника Эдуарда Даге.
1 ноября 1865 года Мютцель женился в Берлине на Анне Шенхерр и вырастил троих детей: Ганса, Вальтера и Гертруду. Мютцель и его жена поселились в Кёнигсберге в Ноймарке (ныне Хойна), где он активно работал фотографом. Чтобы быть в курсе последних технических достижений в области фотографии, Мютцель и его семья переехали в Берлин в 1870 году.
После Франко-прусской войны Мютцель начал иллюстрировать некоторые из наиболее важных энциклопедий того времени. Он создал большое количество иллюстраций для Немецкого орнитологического общества, членом которого был с 1874 года. Разнообразные интересы Мютцеля привели также к его членству в Немецком обществе антропологии, этнологии и Ассоциации берлинских художников.
Густав Мютцель умер в своем доме в возрасте 54 лет 29 октября 1893 года от болезней сердца и почек. Он был похоронен на кладбище в Мариендорфе 1 ноября.

## Галерея

### Этнографические иллюстрации

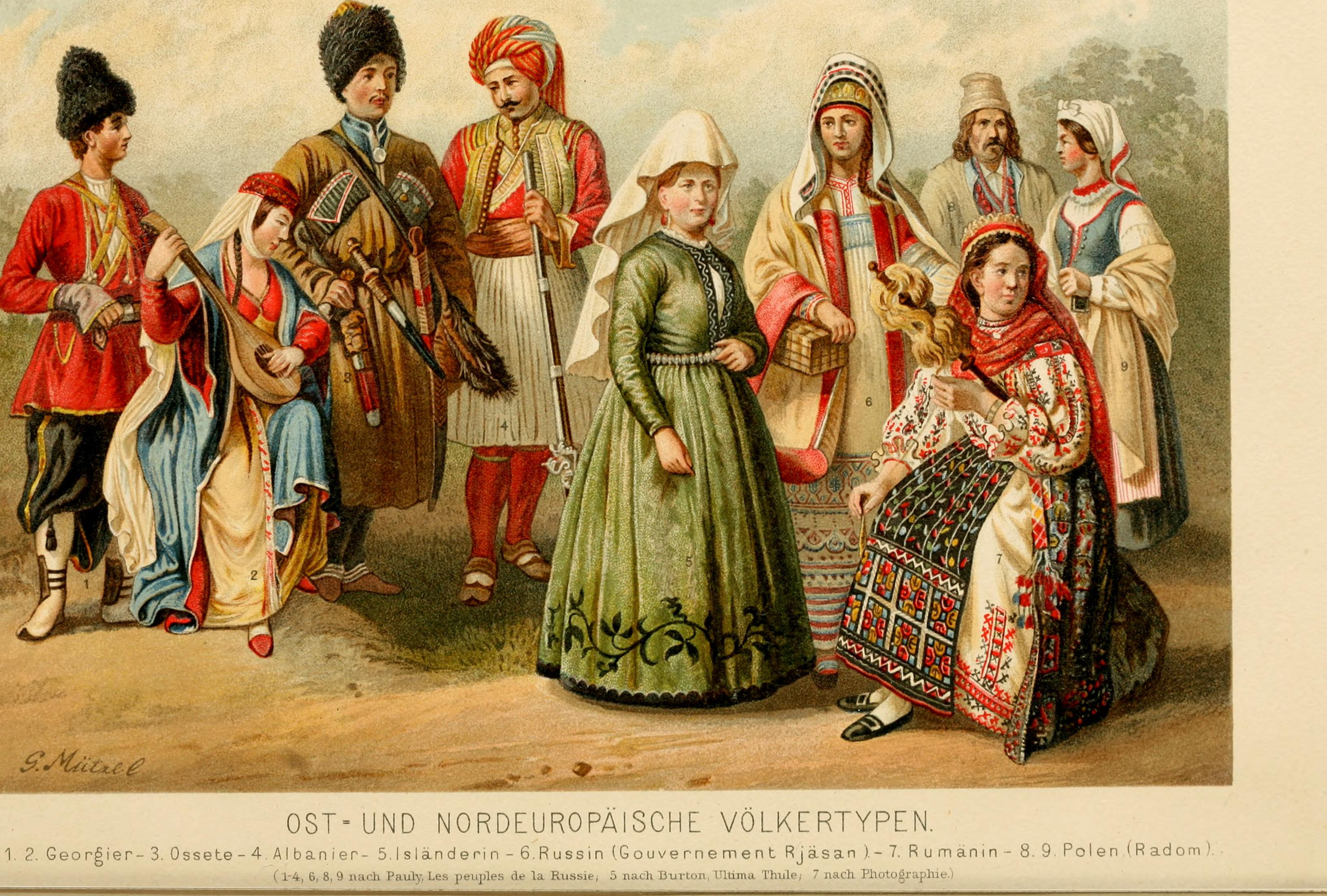
Народы Восточной Европы, Балкан и Кавказа
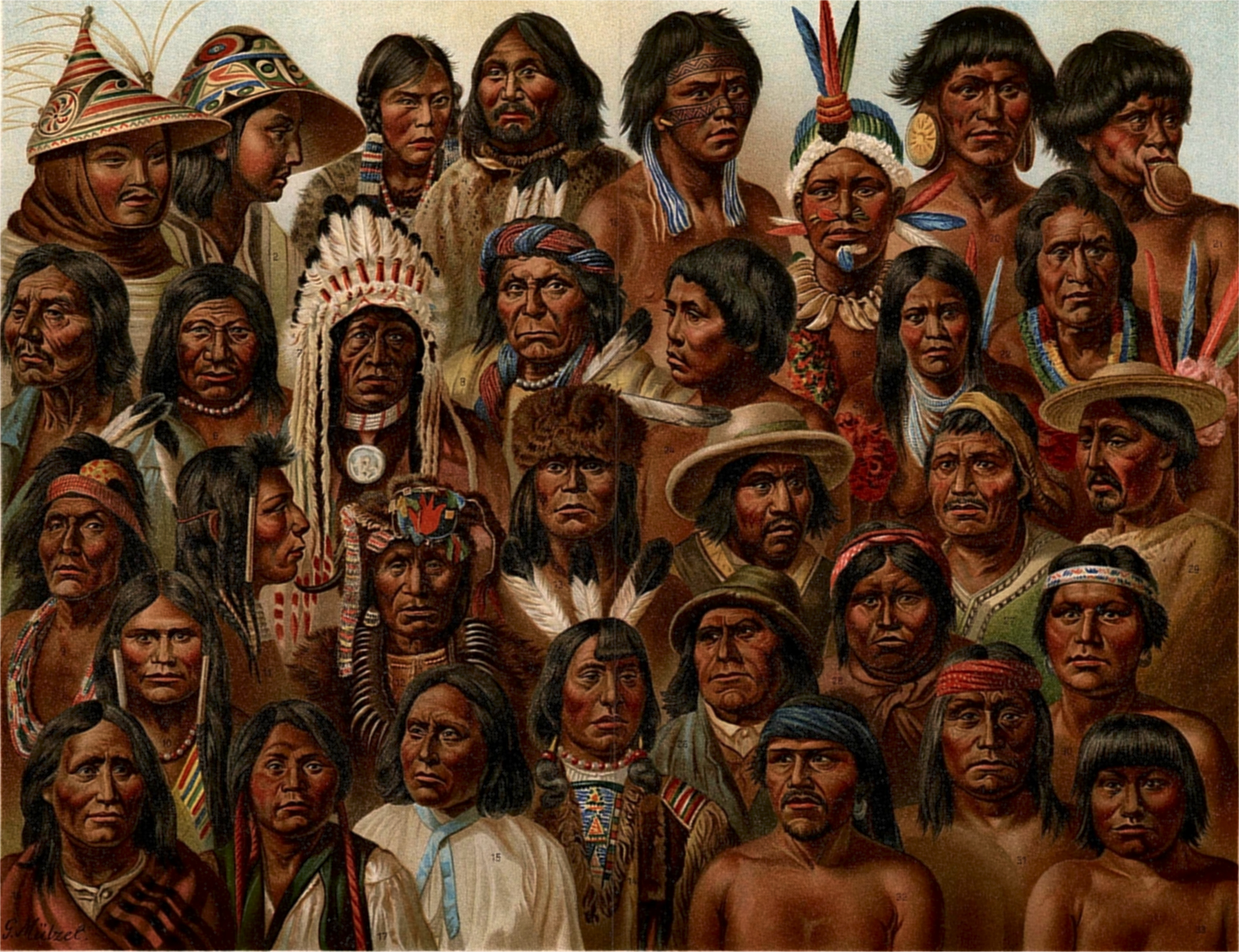
Народы Америки
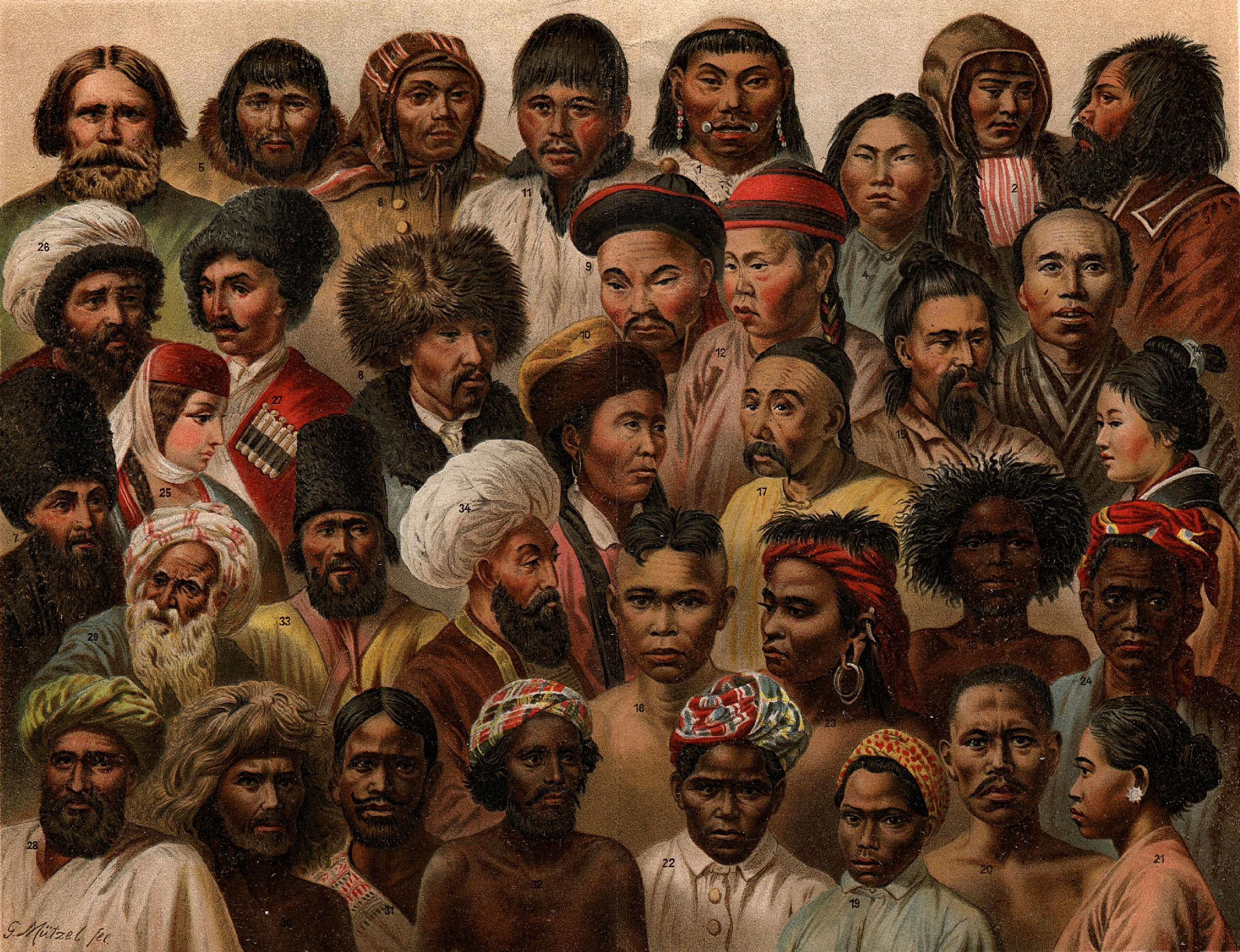
Народы Азии (русский — первый слева в верхнем ряду)
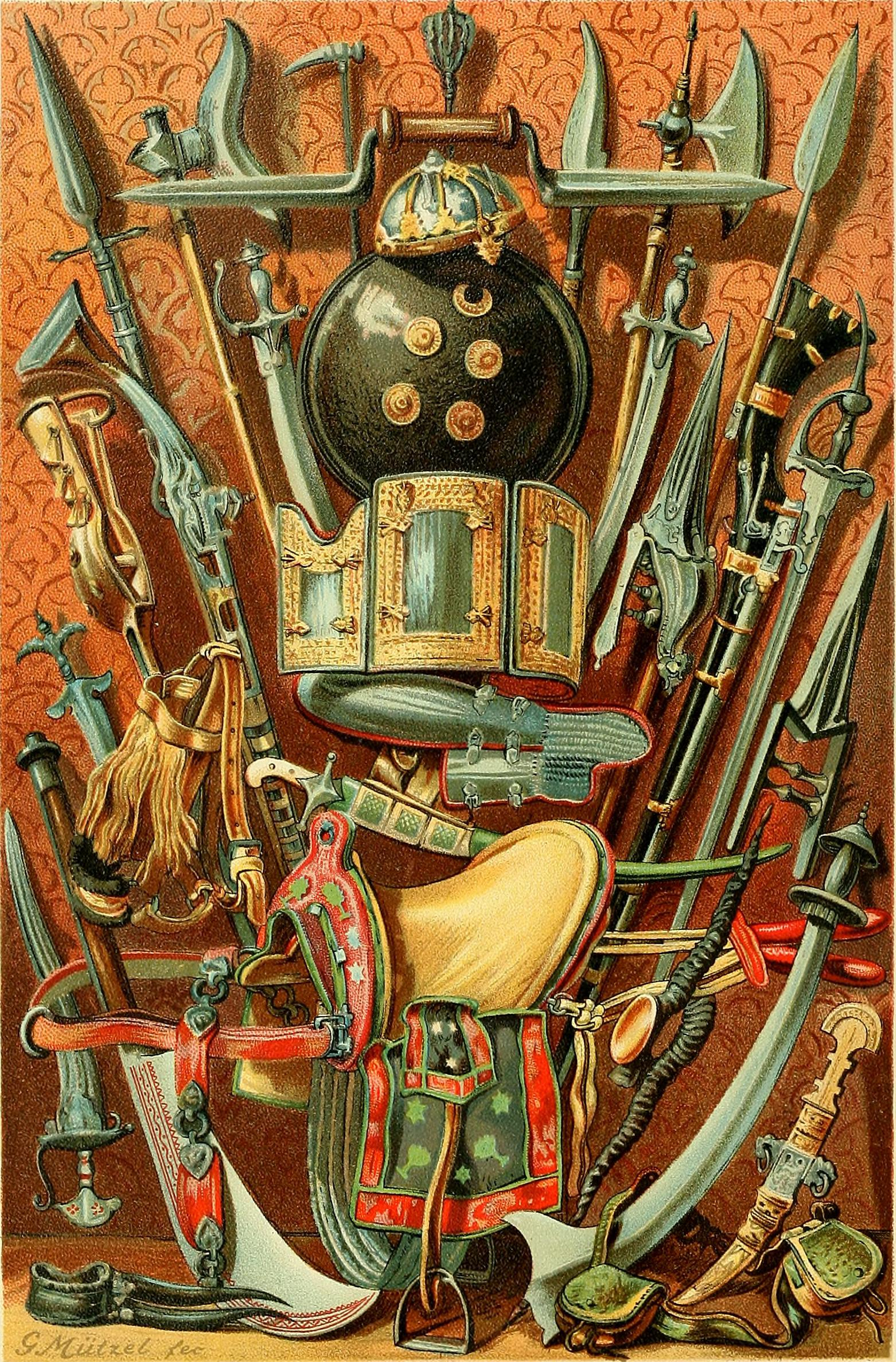
Азиатское вооружение и детали конской упряжи
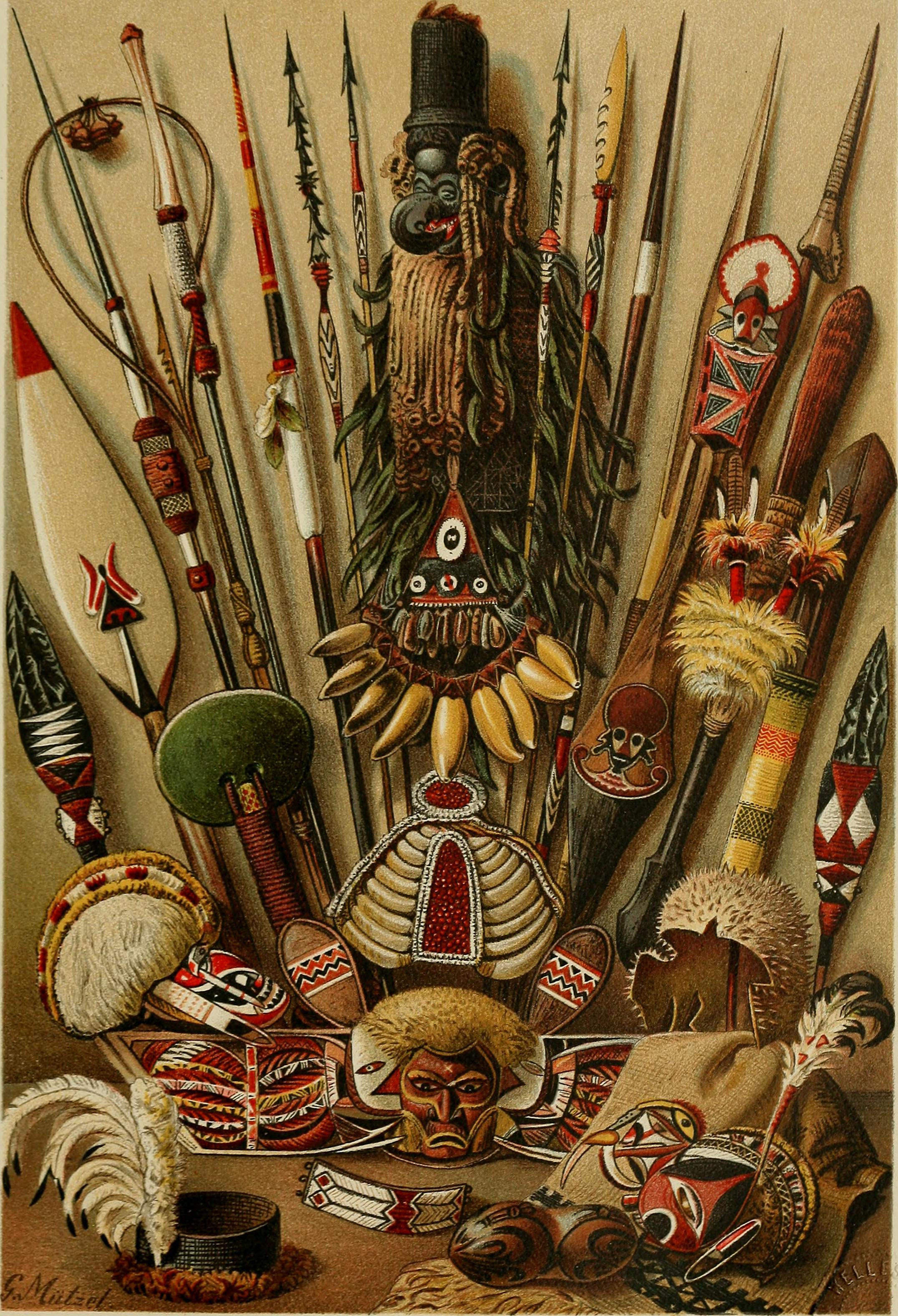
Вооружение Меланезии и Микронезии
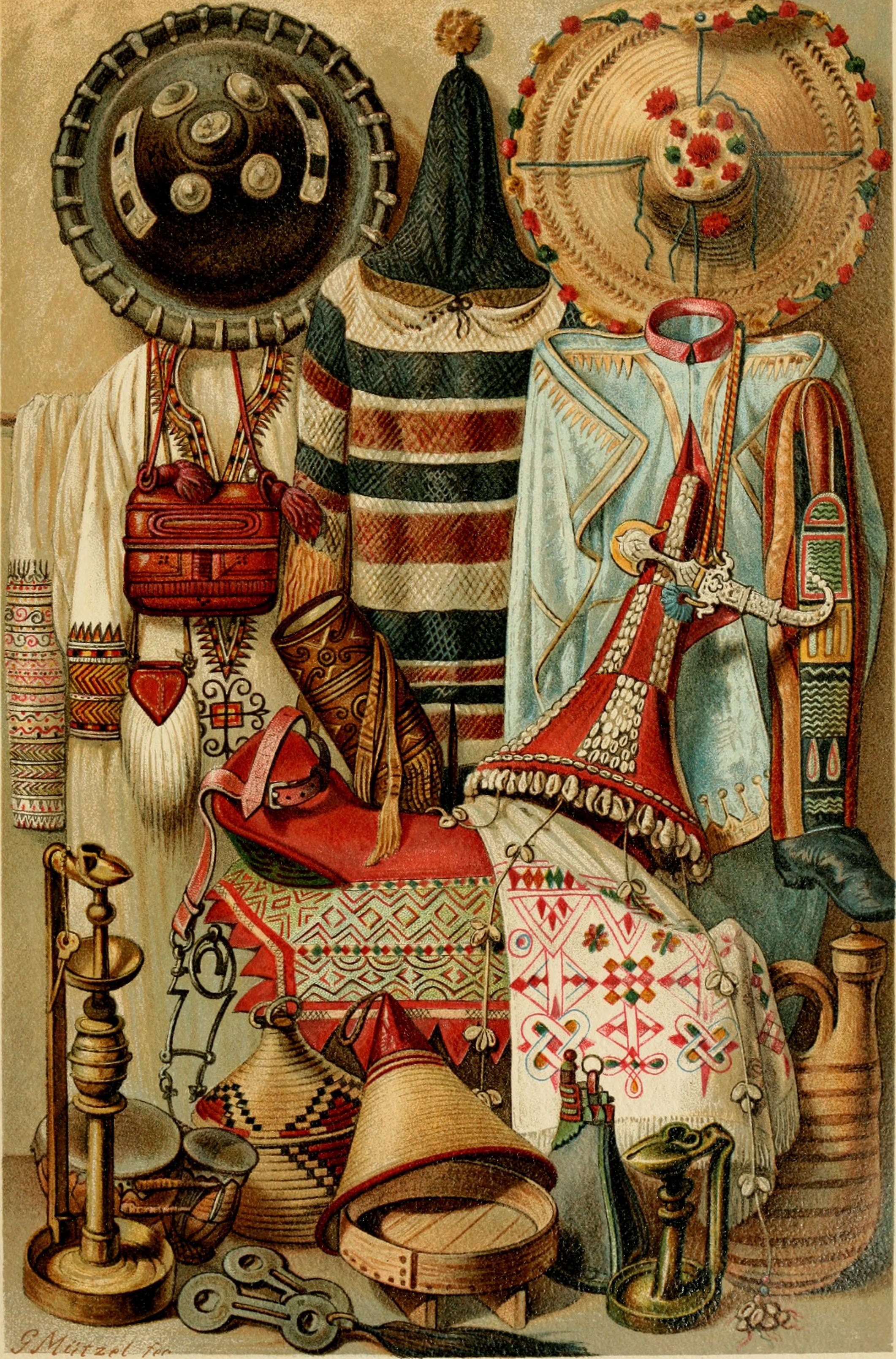
Декоративно-прикладное искусство Северной Африки
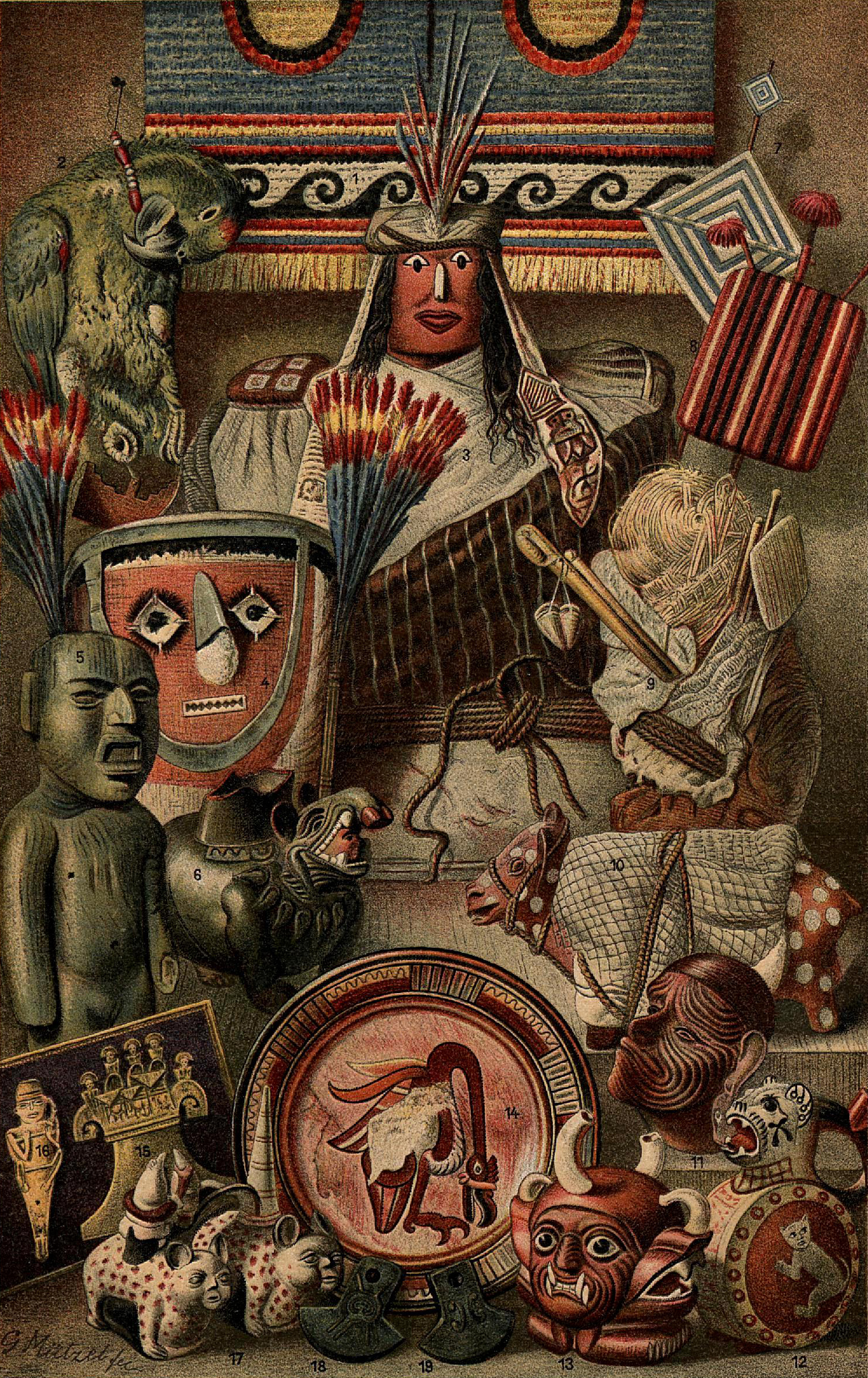
Декоративно-прикладное искусство Америки
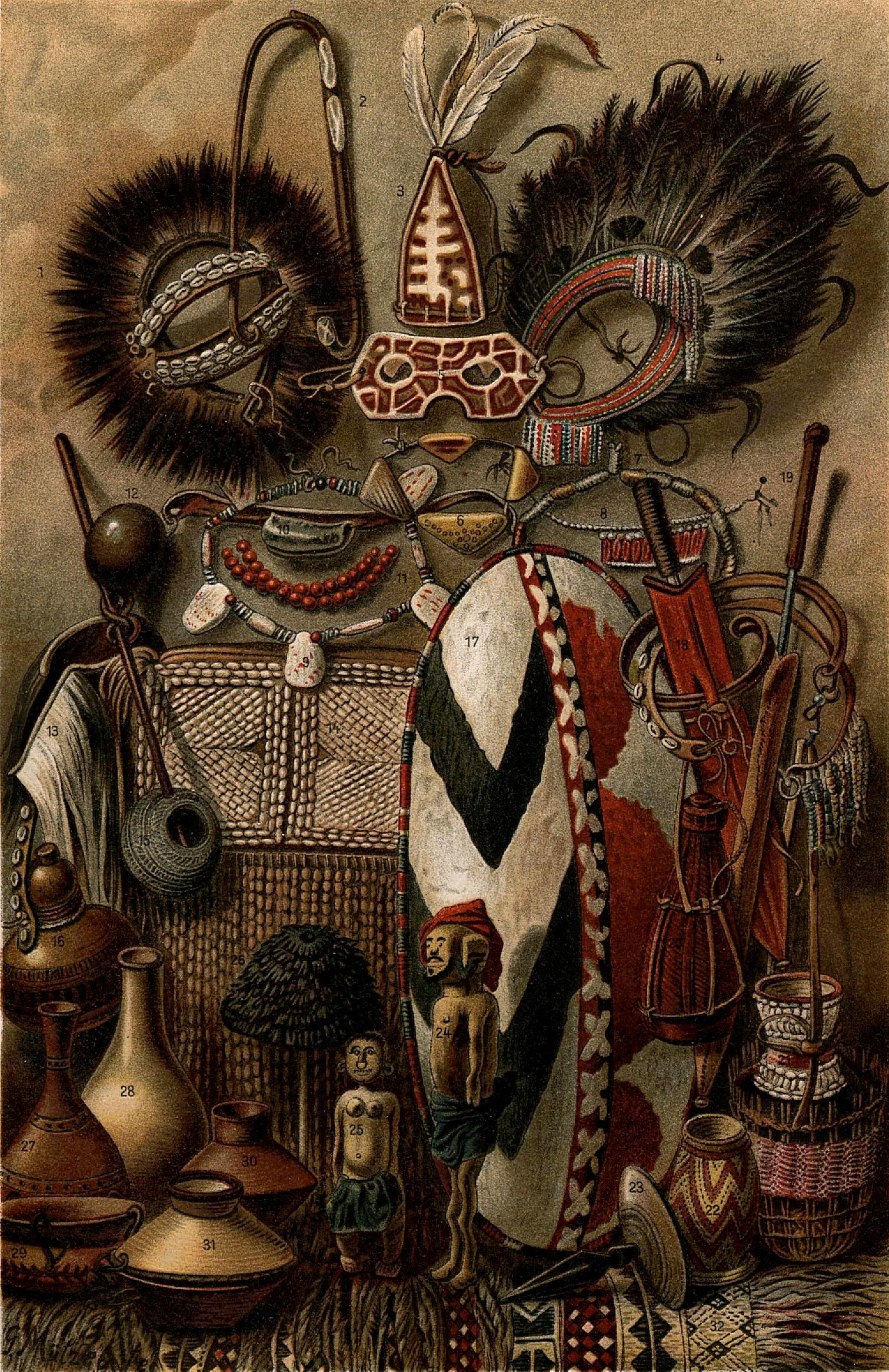
Декоративно-прикладное искусство Африки
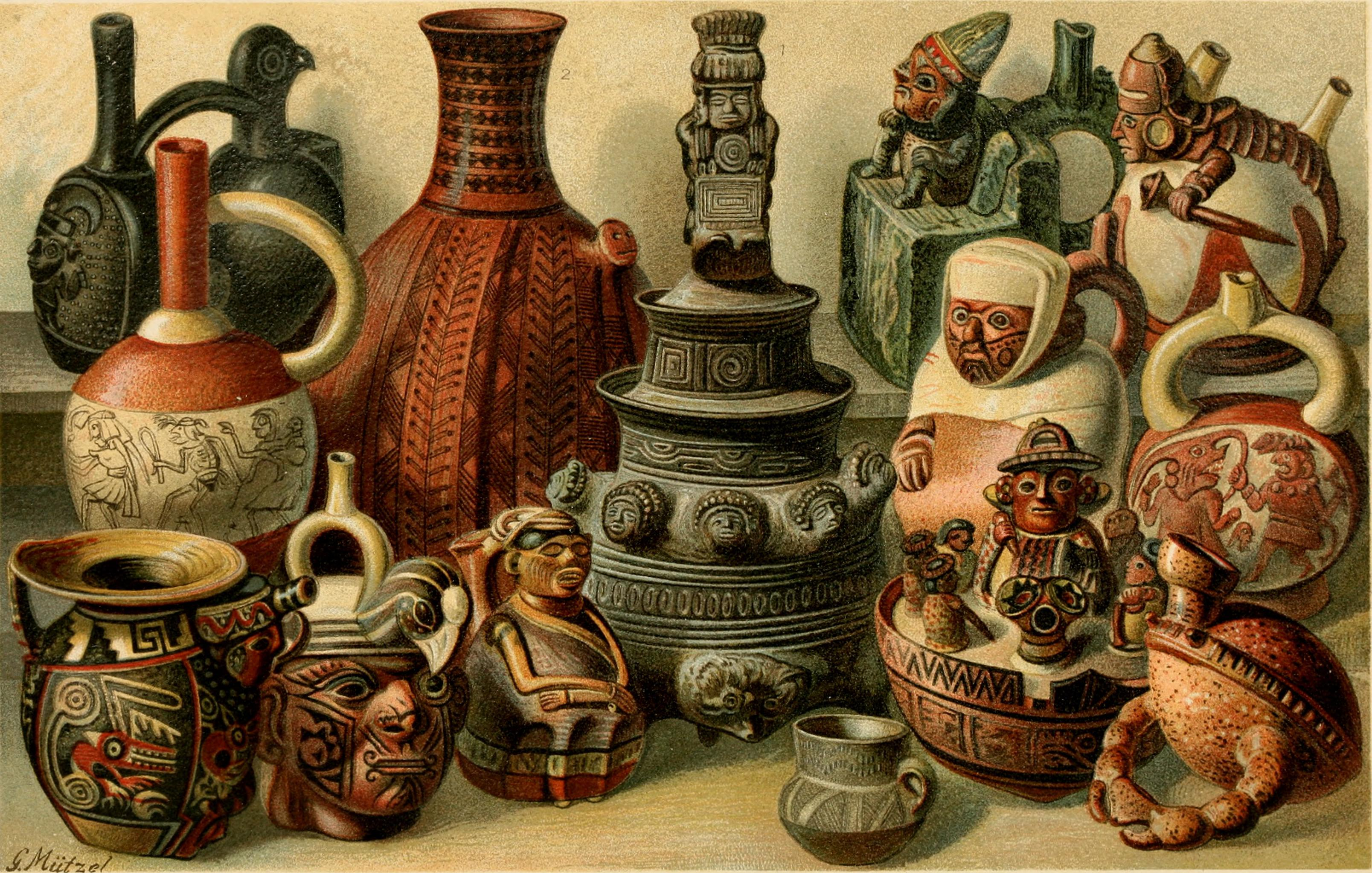
Керамика Южной Америки
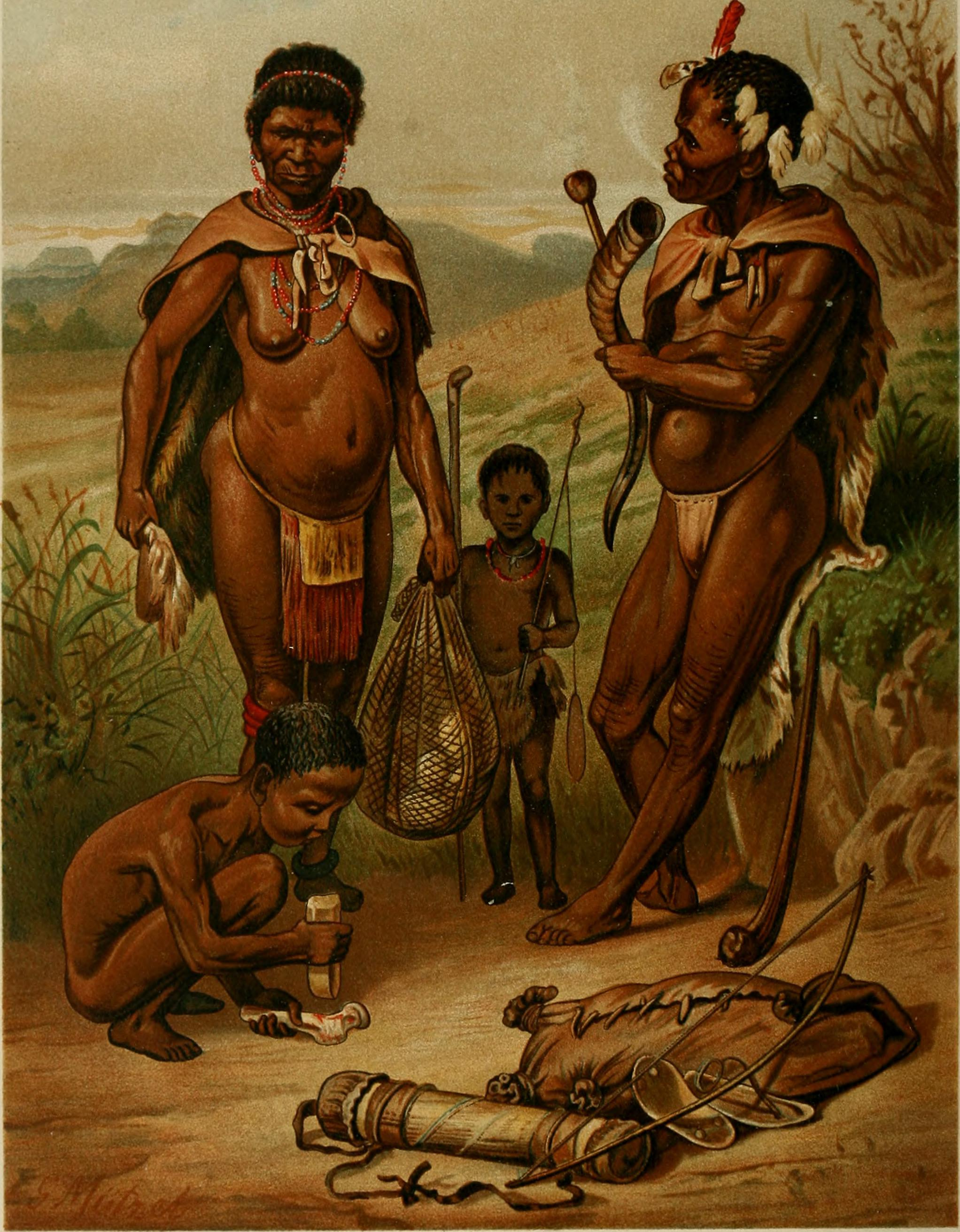
Бушмены
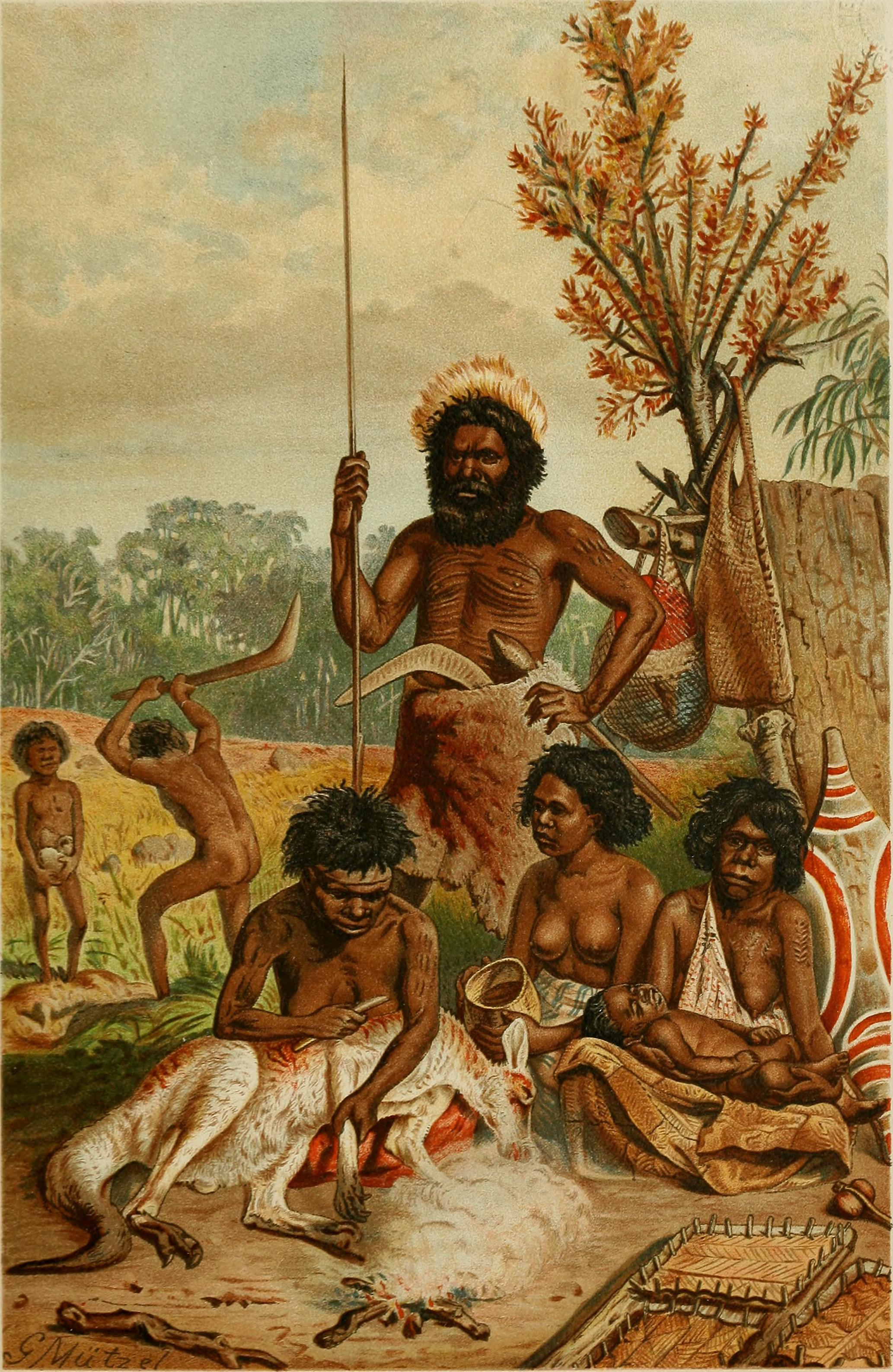
Австралийские аборигены

### Биологические иллюстрации

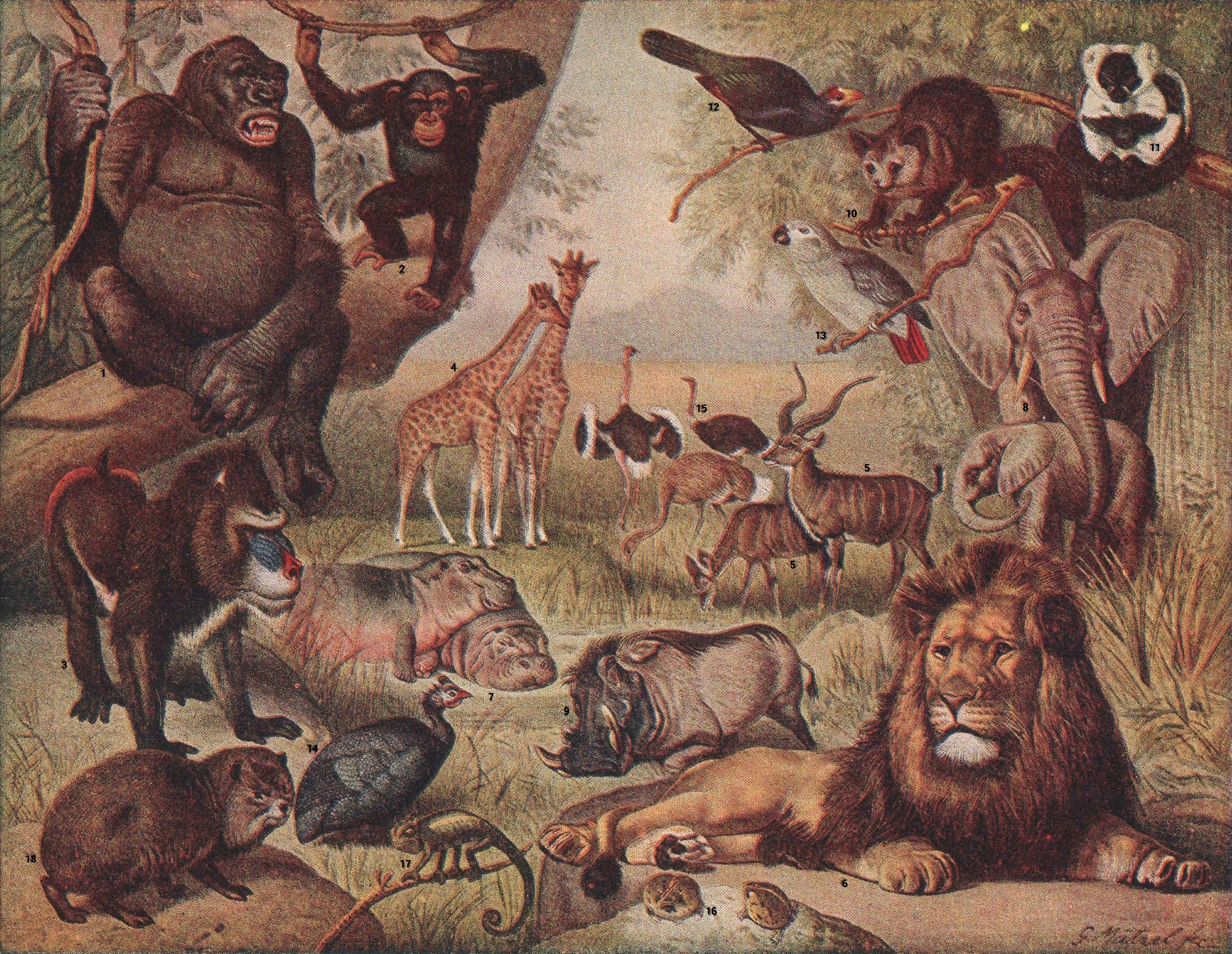
Фауна Африки
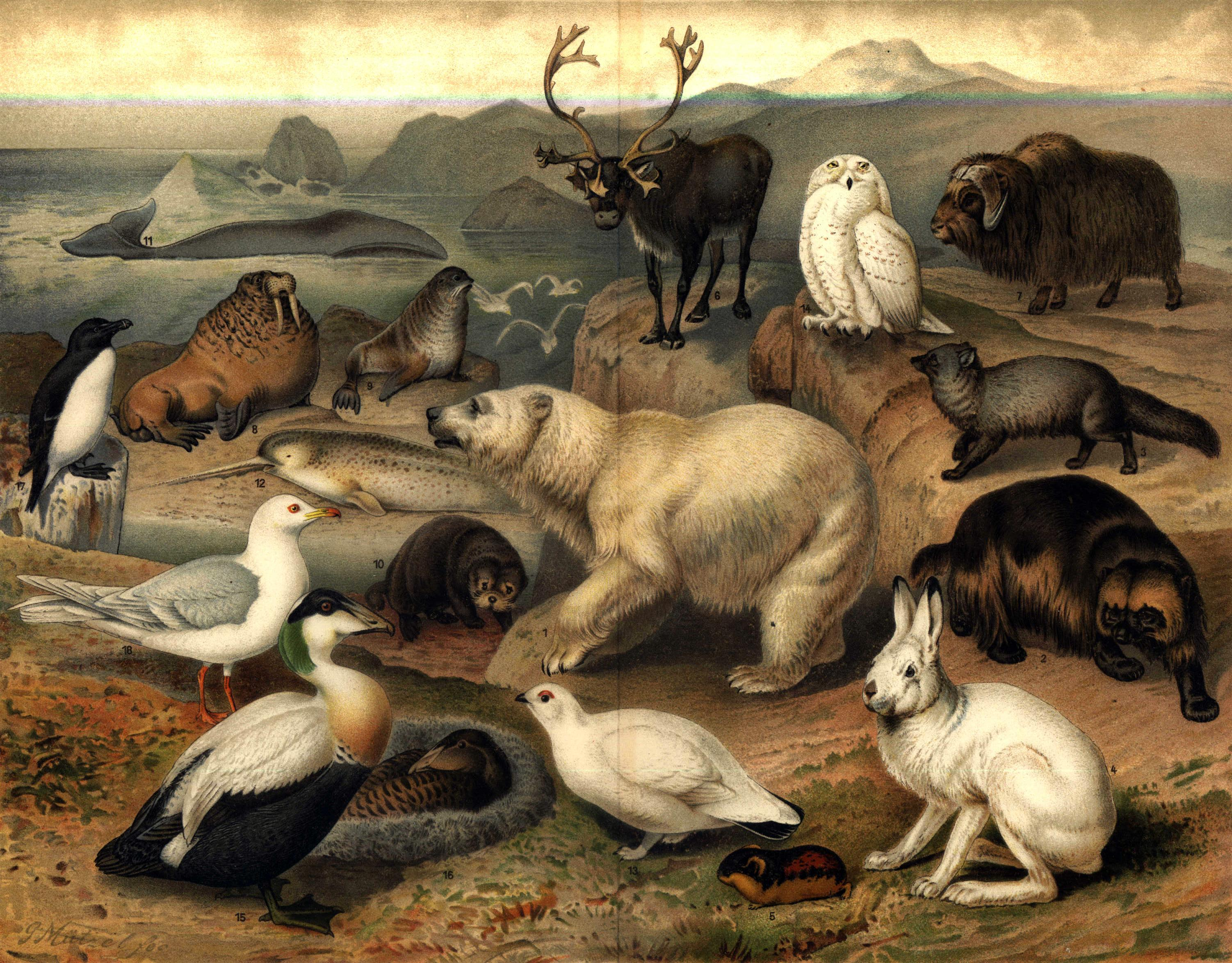
Фауна Арктики
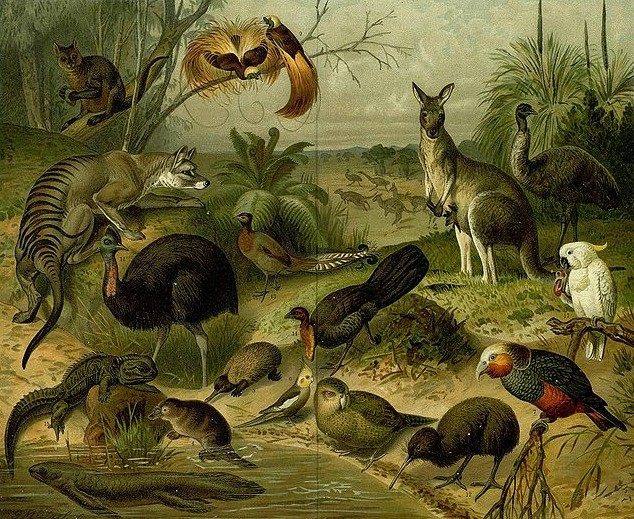
Фауна Австралии
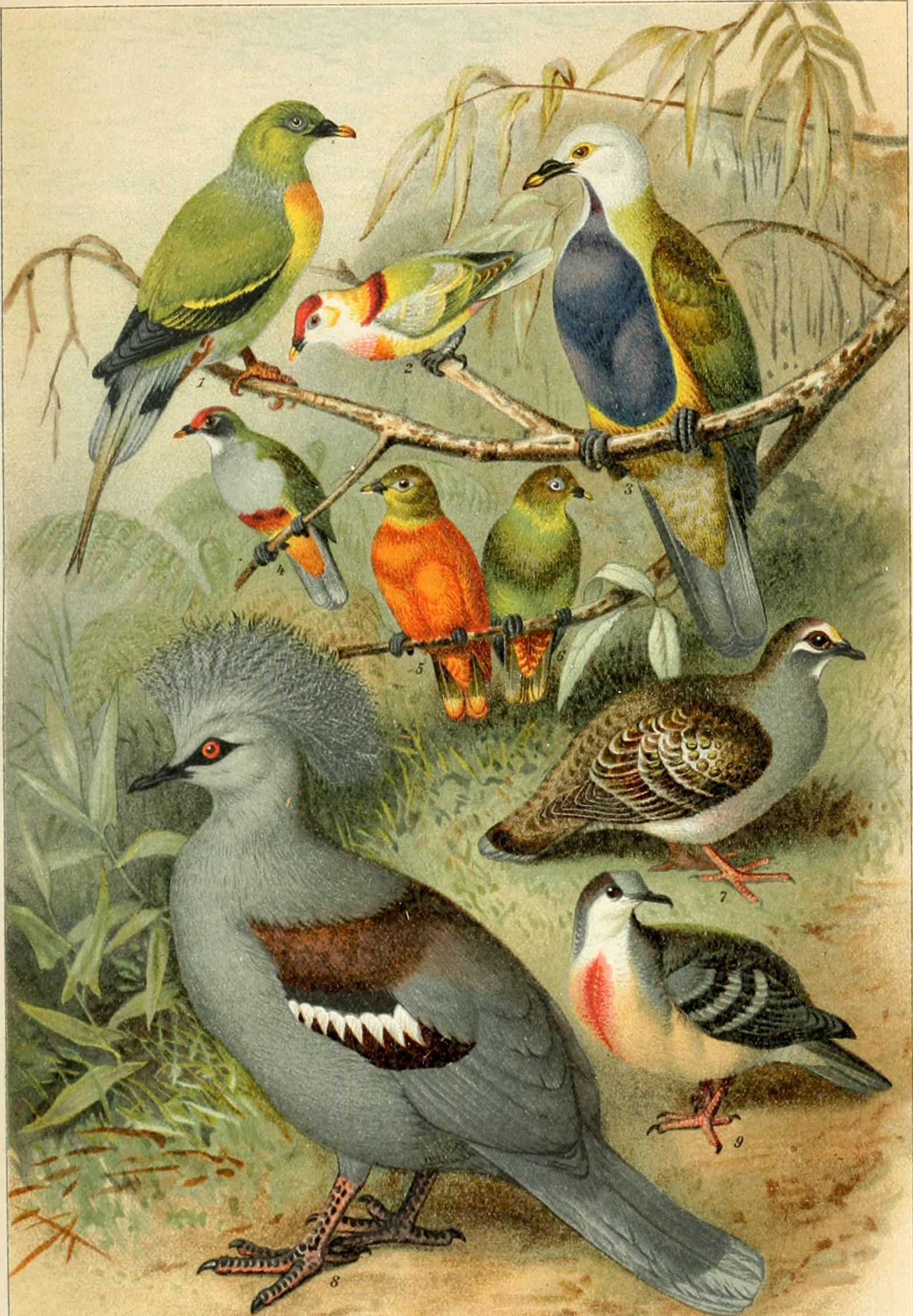
Попугаи (иллюстрация из ЭСБЕ)
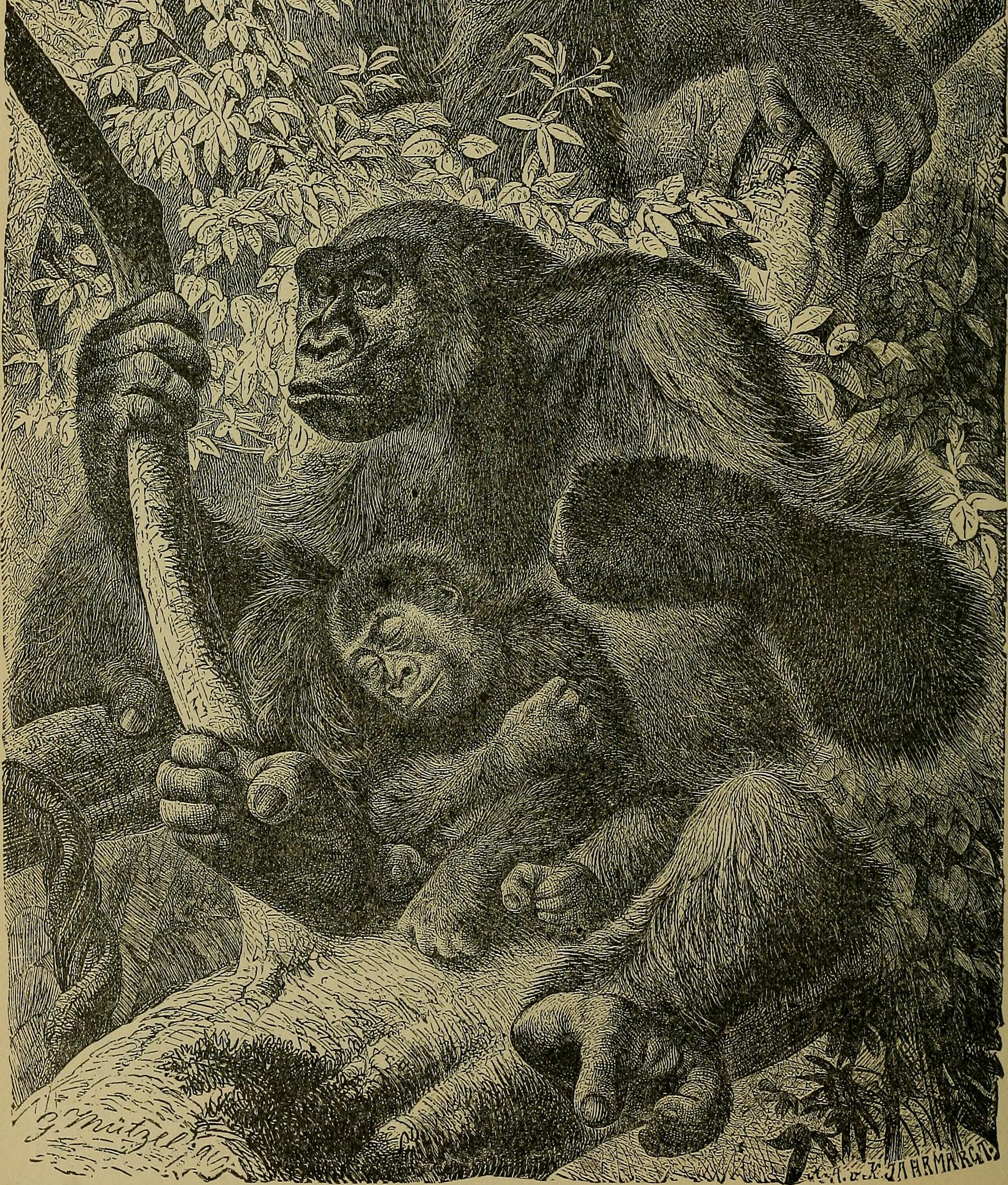
Горилла
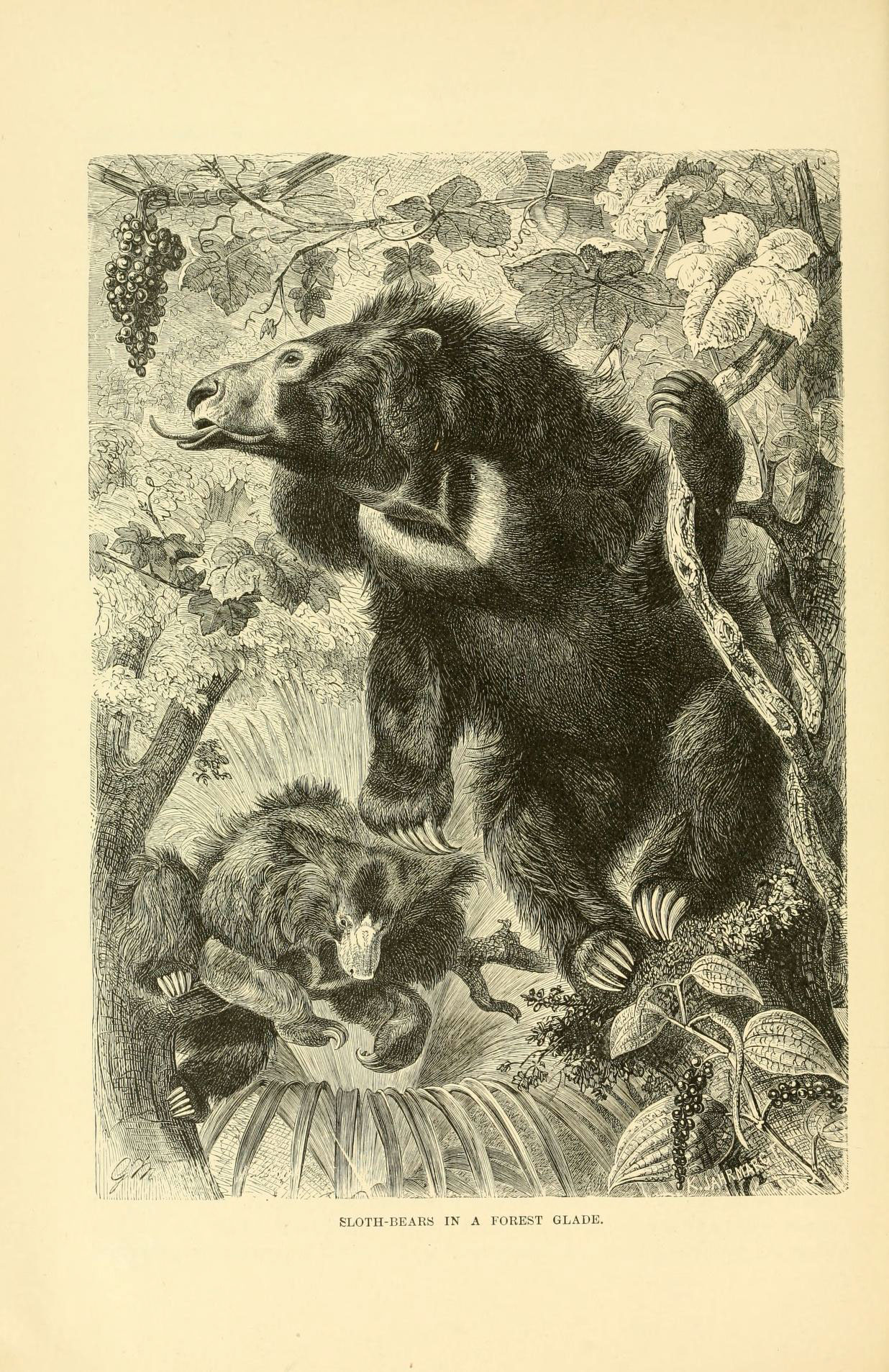
Медведь-губач
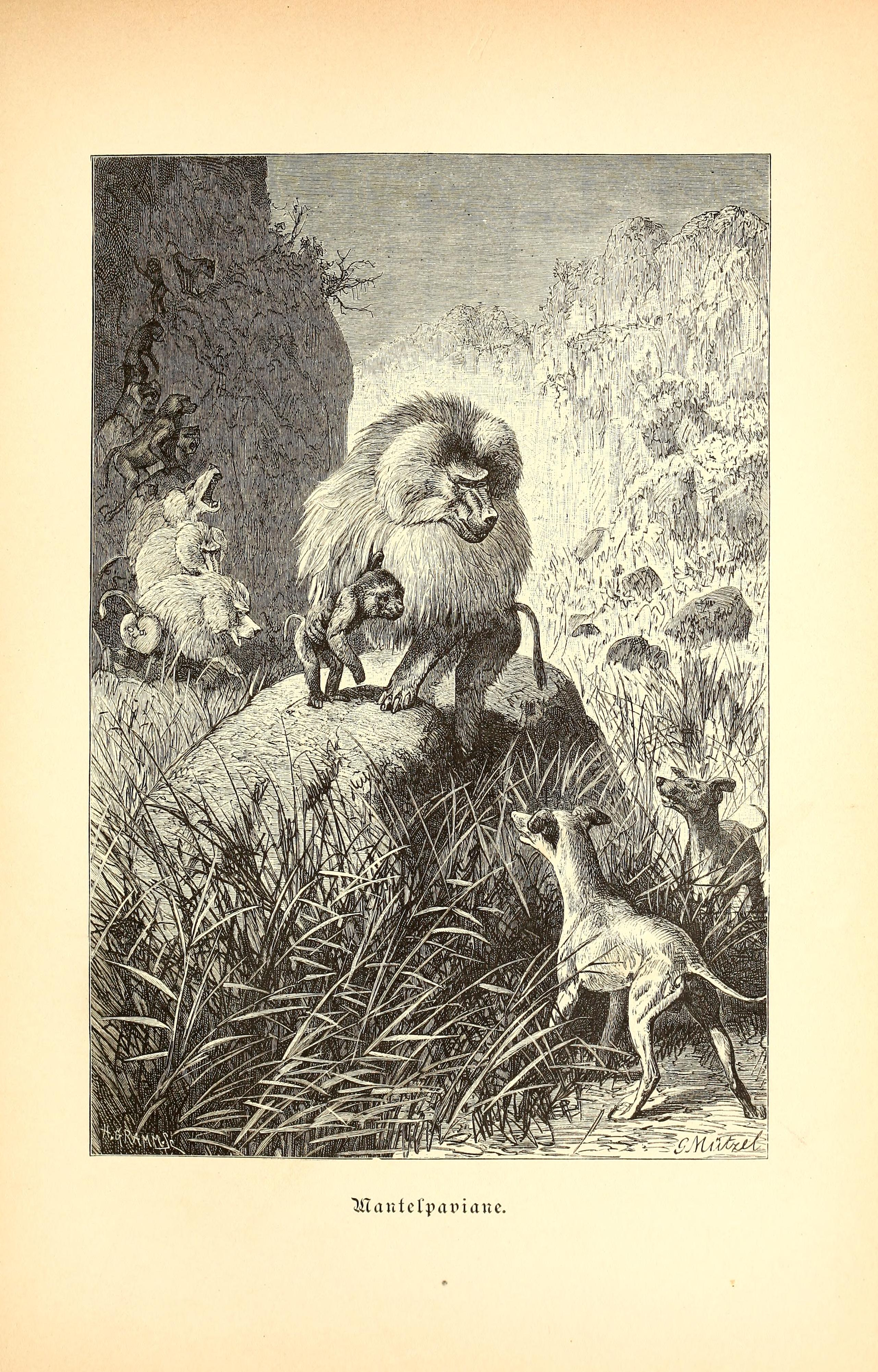
Гамадрилы защищаются от собак
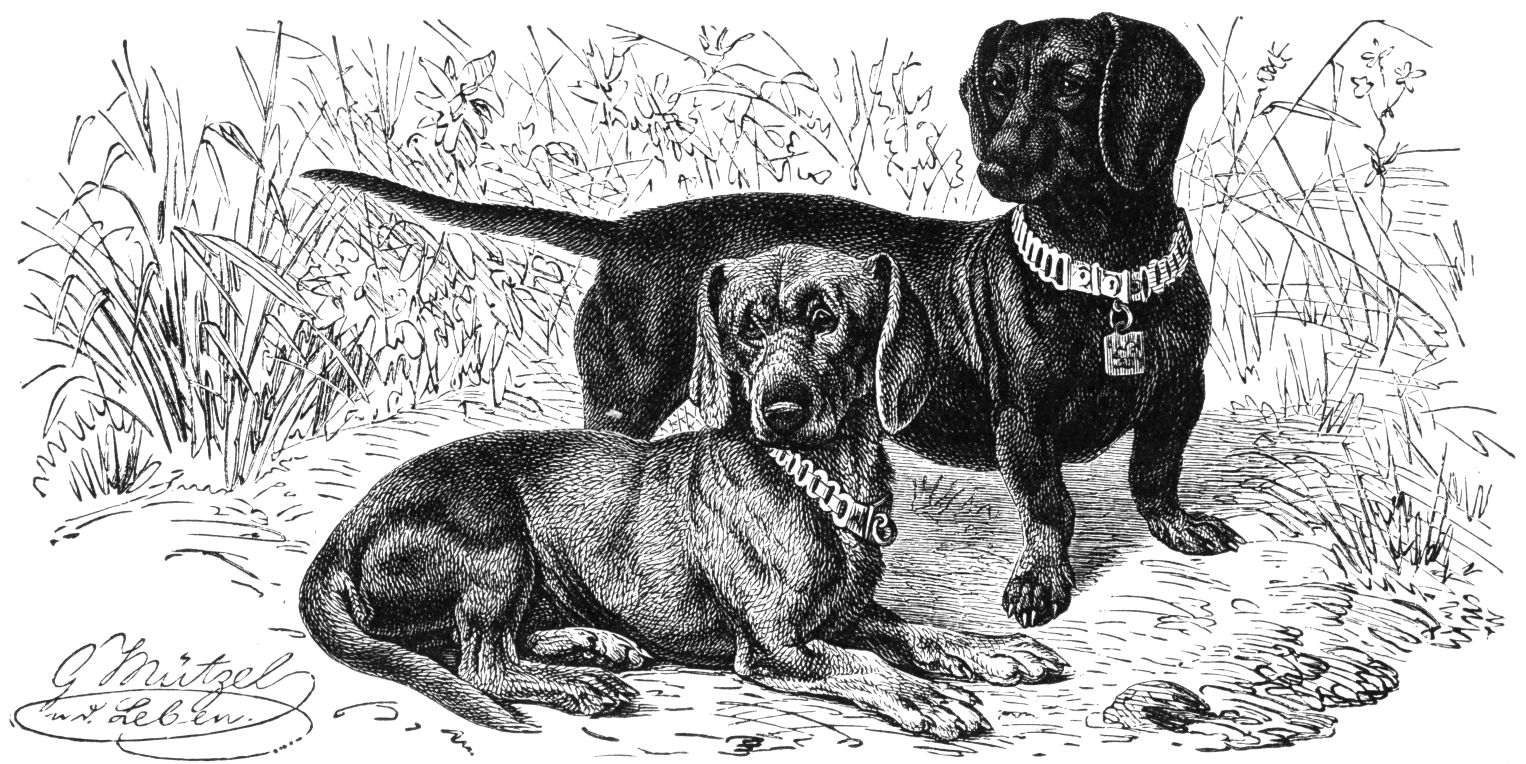
Таксы